# ヴィルゴ (バラ)

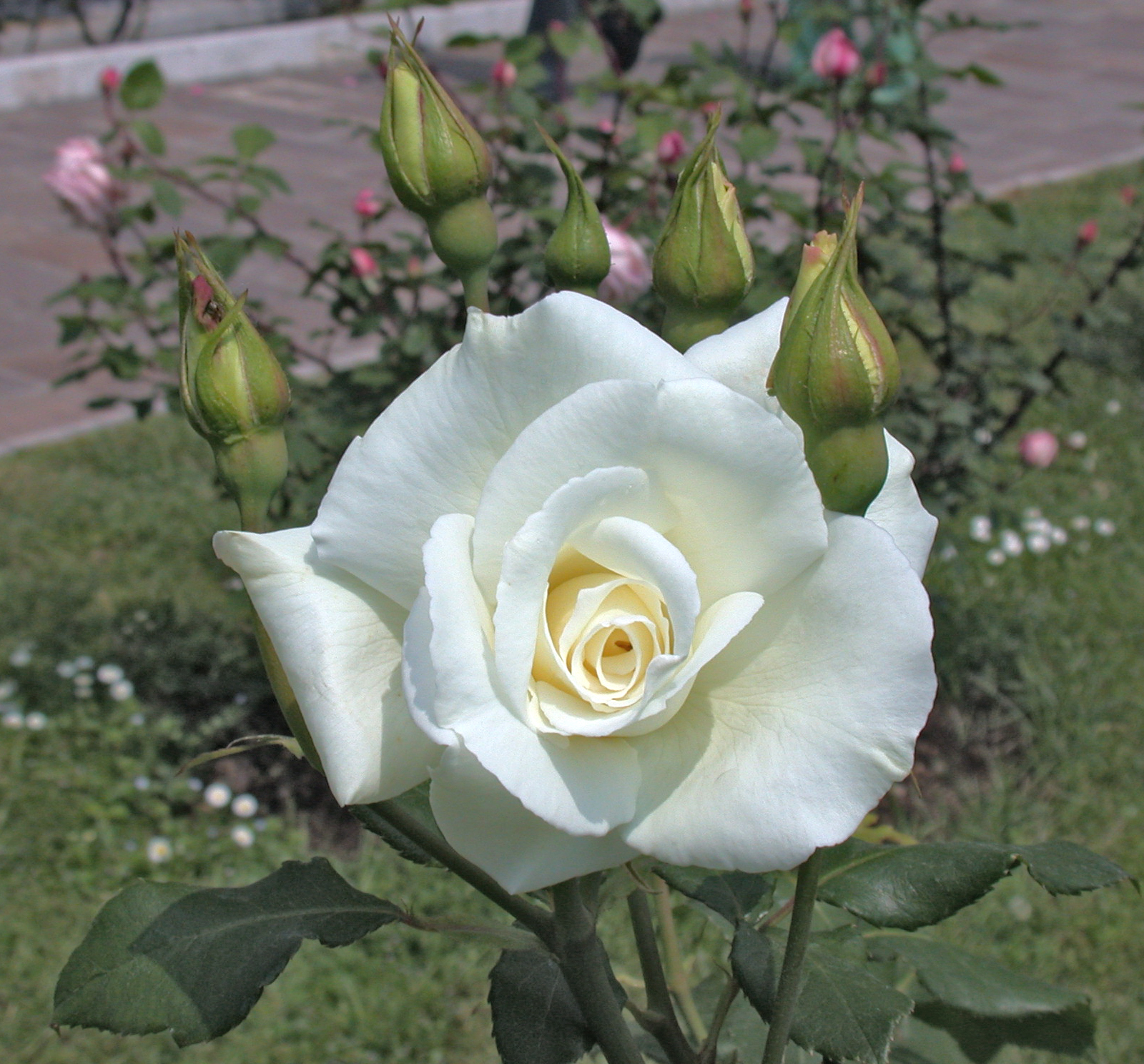
ヴィルゴ

ヴィルゴ (virgo) はバラの園芸品種の一つ。1949年の英国バラ会で金賞を受賞した。

## 概要
ハイブリッド・ティー (HT) 系の半横張り・木立性のバラ。12-13cmの純白の花を咲かせる。四季咲き性で、花形は丸弁高芯咲き、花弁数は約30枚。花の香りは微香または無香。樹高0.7-0.8m、株張り50㎝と小型で、耐病性に欠ける。また、樹勢も弱く、シュートが出にくい。樹形は直立性で、花枝は細い。花弁が柔らかく、雨に打たれるとつぼみが開かないことがある。
1947年、フランスのシャルル・マルランが作出した。交配親はブランシュ・マルラン (Blanche Mallerin, HT)×ネージュ・パルファン (Neige Parfum, HT)。白バラの名花、アイスバーグの交配親となった。

### 注
1. ↑  シャルル・マルランはフランシス・メイアンの育種技術の師匠にあたる[3]。マルランは暖房技師だったので、温室栽培でバラを育てていた[3]。気難しい人物だったが、当時、マルランの生み出したバラの花色の美しさには定評があったという[3]。